# Apolpium parvum
Espèce
Apolpium parvum est une espèce de pseudoscorpions de la famille des Hesperolpiidae.

## Distribution
Cette espèce est endémique de la Trinité à Trinité-et-Tobago.

## Description
La femelle holotype mesure 1,9 mm.

## Publication originale
- Hoff, 1945 : New neotropical Diplosphyronida (Chelonethida). American Museum Novitates, no 1288, p. 1-17 (texte intégral).